# IC 2363
IC 2363 ist eine Balken-Spiralgalaxie vom Hubble-Typ SBbc im Sternbild Krebs auf der Ekliptik, welche etwa 334 Millionen Lichtjahre von der Milchstraße entfernt ist.
Das Objekt wurde am 13. Februar 1901 von Max Wolf entdeckt.